# Eishockey-Eredivisie (Niederlande) 1976/77
Die Saison 1976/77 war die 17. Spielzeit der Eredivisie, der höchsten niederländischen Eishockeyspielklasse. Meister wurden zum ersten Mal in der Vereinsgeschichte überhaupt die Heerenveen Flyers.

## Modus
In der Hauptrunde absolvierte jede der sieben Mannschaften insgesamt 24 Spiele. Der Erstplatzierte der Hauptrunde wurde Meister. Für einen Sieg erhielt jede Mannschaft zwei Punkte, bei einem Unentschieden gab es einen Punkt und bei einer Niederlage null Punkte.

## Hauptrunde
|    | Klub                     | Sp | S  | U | N  | T   | GT  | Punkte |
| -- | ------------------------ | -- | -- | - | -- | --- | --- | ------ |
| 1. | Heerenveen Flyers        | 24 | 19 | 0 | 5  | 175 | 121 | 38     |
| 2. | Tilburg Trappers         | 24 | 16 | 2 | 6  | 139 | 64  | 34     |
| 3. | H. H.IJ. C. Den Haag     | 24 | 14 | 1 | 9  | 162 | 117 | 29     |
| 4. | Nijmegen Tigers          | 24 | 11 | 1 | 12 | 119 | 132 | 23     |
| 5. | Amstel Tijgers Amsterdam | 24 | 11 | 1 | 12 | 161 | 145 | 23     |
| 6. | GIJS Groningen           | 24 | 9  | 1 | 14 | 127 | 154 | 19     |
| 7. | Utrecht Hunters          | 24 | 1  | 0 | 23 | 96  | 246 | 0*     |

Sp = Spiele, S = Siege, U = Unentschieden, N = Niederlagen
- (* Den Utrecht Hunters wurden zwei Punkte abgezogen)